# Kostel svatého Filipa a Jakuba (Velešín)
Kostel svatého Filipa a Jakuba ve Velešíně je bývalý římskokatolický chrám. Pochází z 15. století, byl zrušen v roce 1785 za josefínských reforem, prodán obci a přestavěn na byty. Jako výjimečný příklad využití zrušené církevní stavby pro obytné účely s kombinací pozdně gotické a klasicistní architektury byl v roce 1958 zapsán na seznam kulturních památek. Spolu se sousední radnicí vytváří dominantní celek ve východní části Náměstí J. V. Kamarýta. 

## Historie
Vzhledem k tomu, že Velešín nebyl nijak velkou obcí a jeden kostel se zde již nacházel, dodnes není jasné, proč byl na návsi koncem 15. století vystavěn druhý kostel sv. Filipa a Jakuba. O výstavbě ani financování nejsou žádné doklady, kostel byl vysvěcen v roce 1491 biskupem Benediktem z Valdštejna, téhož roku byl nově vysvěcen i starší opravený velešínský kostel sv. Václava. Kostel sv. Filipa a Jakuba byl v roce 1631 obohacen o věž se třemi zvony. Tato přístavba pravděpodobně souvisí s vladyckými rodinami Kolikreitarů a Kunašů, které se tehdy ve Velešíně usadily. V roce 1673 byla přistavěna sakristie, kostel byl ale využíván jen minimálně, v 17. a 18. se v něm sloužily jen dvě bohoslužby ročně. Za vlády Josefa II. byl v roce 1785 kostel zrušen a o dva roky později prodán obci za 155 zlatých (1787). Chrámová loď byla pak prodána soukromým osobám pro zřízení bytů, v presbytáři byla zřízena nemocnice a do sakristie byla umístěna šatlava. Až do požáru v roce 1906 si však kostel uchoval řadu prvků pozdně gotického stavitelství. Prostory chrámové lodi byly později využívány pro různé účely, kromě bytů zde dočasně našla útočiště škola, od roku 1928 pošta a po druhé světové válce úřadovny Místního národního výboru. V padesátých letech 20. století došlo ke stavebním úpravám, které se snažily dochovat hodnotné umělecké prvky (nástěnná malba), zároveň ale nevhodně uzpůsobily členění prostor pro nové využití. V letech 1957–1961 zde sídlil městský archiv, později sklad Civilní obrany nebo klubovna SSM. K úpravám s citem pro historický význam kostela došlo až po roce 1989. V domě čp. 89 vestavěném do jižní části kostela sídlí informační centrum a Městské muzeum. 